# 江宁行宫
江宁行宫，又称江宁府行宫、大行宫，即清代乾隆年间以江宁织造衙署改建的行宫，位于南京城中的利济巷大街。建筑现已不存。
康熙帝南巡时曾驻骅于江宁织造，乾隆十六年（1751年）乾隆帝第一次南巡，地方官员将之改建为行宫。行宫内有绿静榭、听瀑轩、判春室、镜中亭、塔影楼、彩虹桥、钓鱼台诸景。《江宁府志》详细记录了行宫中保存的乾隆、嘉庆时御赐之物，以乾隆帝御赐之物为主。